# 盖尔·诺顿
盖尔·安·诺顿（英語：Gale Ann Norton，1954年3月11日—），共和黨籍的美国政治人物，出生於堪萨斯州威奇托，曾於小布希政府擔任美國內政部長（2001年－2006年），並為此職務的第一位女性。